# Dahalokely tokana
Dahalokely tokana ("pequeño ladrón solitario") es la única especie del género extinto Dahalokely de dinosaurio terópodo abelisauroide que vivió a mediados del período Cretácico hace aproximadamente 93 a 89 millones d años durante el Turoniense de lo que es hoy Madagascar.

## Descripción
Las estimaciones del tamaño inicial de Dahalokely, a 3.5 metros, se basaron en la suposición de que fue construido como un abelisáurido. Si hubiera tenido la construcción más alargada de los noasáuridos, habría sido de 4.2-5.6 metros de largo. Se estimó que tenía 3.8 metros de longitud en 2016.

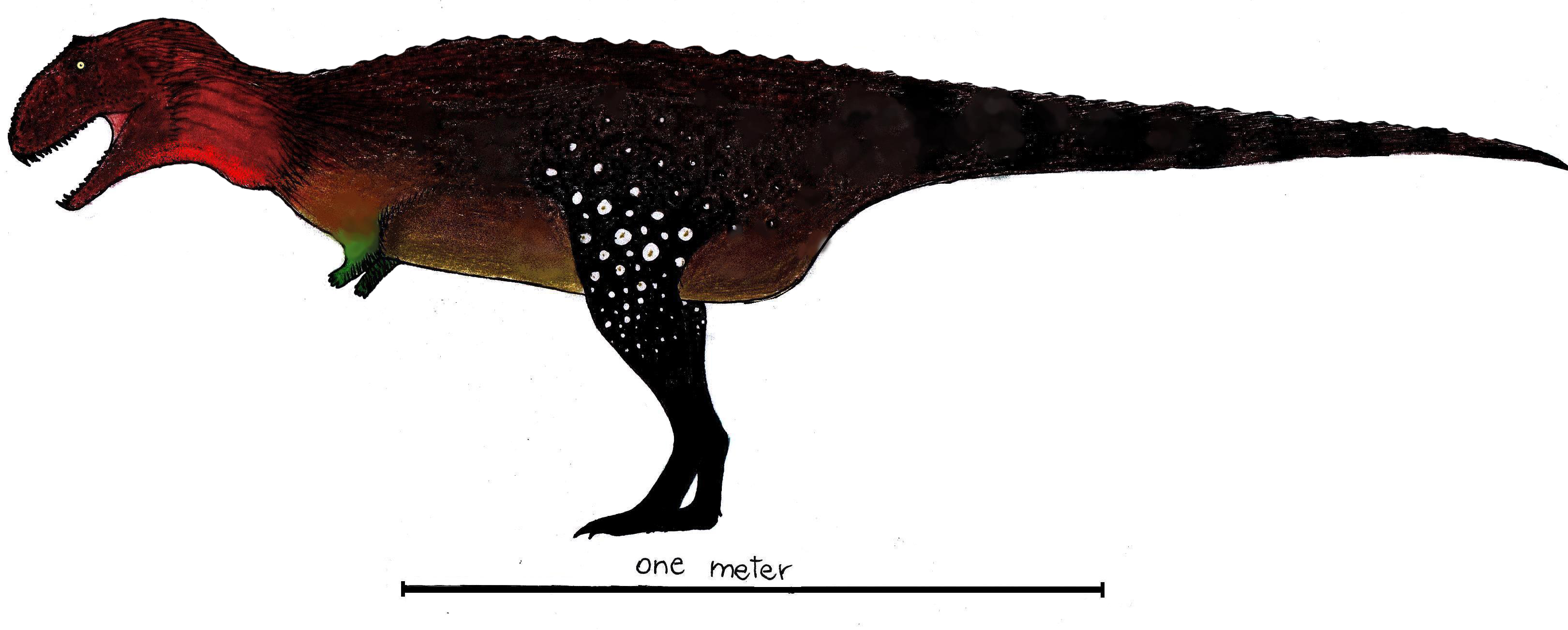
Recreación de Dahalokely.

Los autores descriptores establecieron varios rasgos derivados únicos, autapomorfías. La vértebra cervical tiene una lámina , lámina ósea, entre el proceso de la unión frontal, la prezygapófisis y un proceso posterior, la epífisis, cuyo borde es marcadamente convexo, siendo la parte convexa más larga que el cuerpo vertebral y separada tanto de la prezygapófisis como de la epífisis por muescas visibles. Con la primera y la segunda vértebra dorsal, la prezygapófisis y la lámina entre ésta y el cuerpo vertebral se disponen en una línea vertical, la faceta articular de la prezygapófisis y la cara del cuerpo vertebral frontal se posicionan en el mismo plano. Con la segunda vértebra dorsal, las facetas articulares de los procesos de la articulación posterior, las postzigópopas , son fuertemente cóncavas. Desde al menos la sexta vértebra dorsal en adelante, la fosa o área ahuecada, debajo de la prezygapófisis se divide en dos depresiones más pequeñas.

## Descubrimiento e investigación
En 2007, durante una expedición de Andrew Farke al norte de Madagascar, Joseph Sertich descubrió cerca de Antsiranana los restos de un terópodo nuevo para la ciencia. En 2010, estos fueron completamente excavados por Sertich y Liva Ratsimbaholison. Los fósiles fueron luego transportados a los Estados Unidos de América para ser preparados, reparados y escaneados en la Universidad de Stony Brook. Después de que los moldes habían sido fabricados y almacenados en el Museo de Paleontología Raymond M. Alf con número de inventario RAM 16010, los fósiles originales fueron devueltos a Madagascar y se agregaron a la colección de la Universidad de Antananarivo.
La especie tipo Dahalokely tokana fue nombrada en 2013 basándose en un esqueleto parcial hallado en 2007, que preserva las vértebras y costillas procedentes de un depósito que data del Turoniense en la Cuenca Diego en el norte de Madagascar. Dahalokely significa "pequeño ladrón" en idioma malgache debido a que se estima que medía unos 3.5 metros de largo, menor que muchos otros abelisauroides. El nombre de la especie tokana significa "solitario" en referencia al aislamiento del subcontinente malgache. Durante el Turoniano, Madagascar y la India eran parte de la misma masa terrestre que se habían separado del resto de Gondwana. Dahalokely es el único dinosaurio conocido de Madagascar de la época en que la isla estaba separada de Gondwana pero aún conectada con la India, formando Indo-Madagascar. En el ZooBank, el género tiene el Identificador de Ciencias de la Vida 8147803A-D4BE-4BA9-9701-D853E 37DE411 y la especie LSID AFAE32BB-123A-45D4-B931-4FF2A ABAF41C.

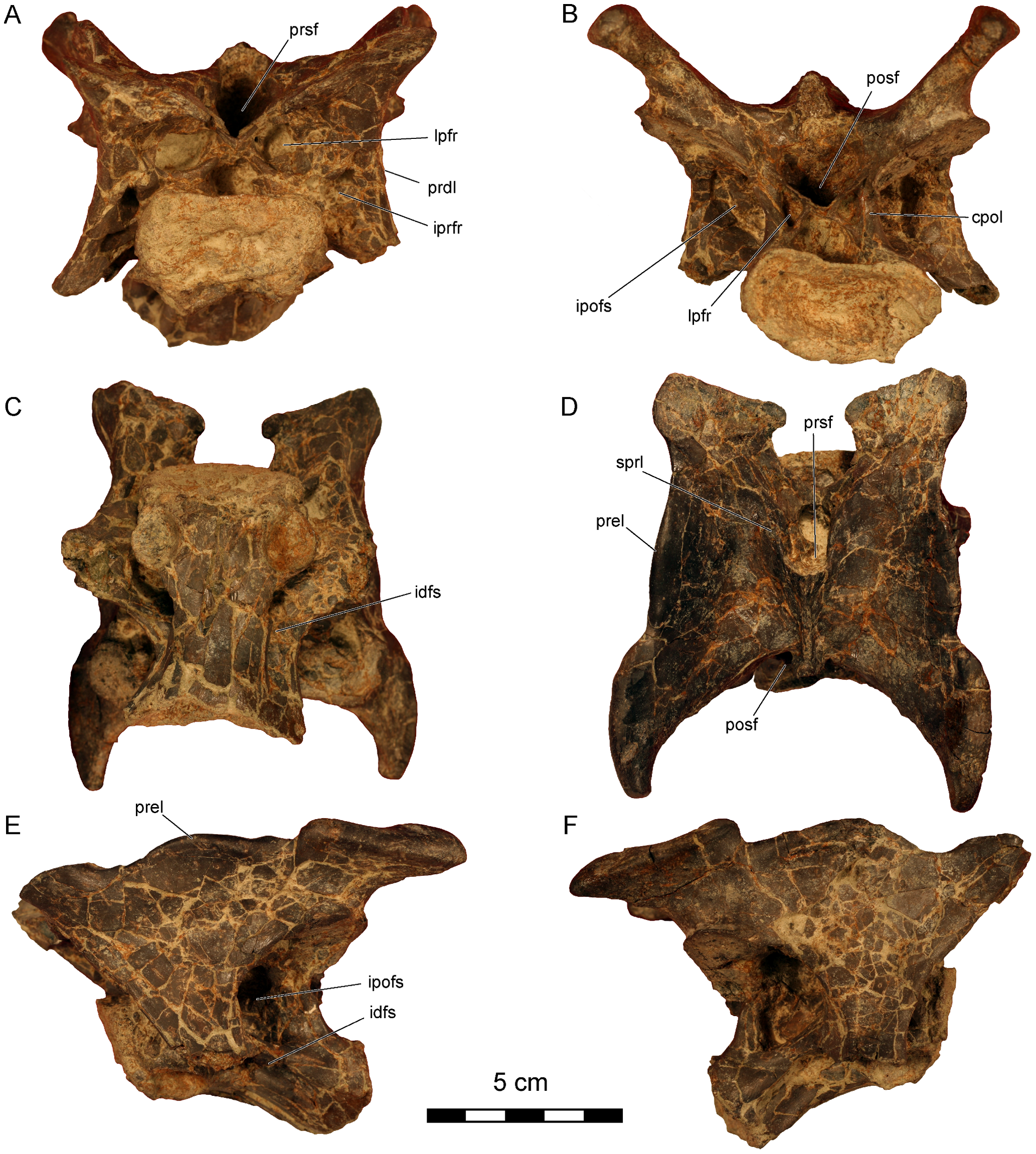
Vértebra cervical.

El holotipo, UA 9855, fue descubierto en lo que se denomina informalmente la formación Ambolafotsy que es parte de la cuenca Diego al norte de la isla con cerca de 93 millones de años de antigüedad. Consiste en un esqueleto parcial que carece del cráneo, es un individuo subadulto, conservando vértebras y costillas. Estos incluyen la quinta vértebra del cuello, la primera, segunda, sexta, séptima, octava y novena vértebra dorsal, la costilla dorsal izquierda, las partes superiores de dos costillas derechas, los extremos inferiores de dos costillas y algunos fragmentos de costillas. La identificación de la posición de estos elementos es tentativa. No se encontraron en articulación, pero se asumió que representaban al mismo individuo ya que se descubrieron a un metro de distancia.

## Clasificación
La posición filogenética de Dahalokely entre los abelisauroides es incierta. Sus vértebras y costillas tienen características de los dos grupos de abelisauroides, los noasáuridos y los abelisáuridos. Un análisis filogenético publicado junto con su descripcicón científica inicial encontró que Dahalokely es un noasáurido basal, pero este resultado tiene un débil soporte. Lo incompleto de los restos y la carencia de material que pueda compararse con el de otras especies de abelisauroides significan que díficilmente se puedan determinar las relaciones precisas de Dahalokely con los demás miembros de su grupo.